# Willem Boreel Młodszy
Willem Boreel Młodszy (ur. 1675, zm. 1727) – sekretarz rady Amsterdam od roku 1693. W latach 1713–1715 deputowany w Izbie Rachunkowej prowincji Holandii (Rekenkamer van Holland).
Był synem burmistrza Amsterdamu Jacoba Boreela i wnukiem Willema Boreela Starszego.
W latach 1726–1727 Holenderski ambasador w Paryżu.